# Lubiatów-Zakrzew
Lubiatów-Zakrzew (do 2008 Zakrzew) – wieś w Polsce położona w województwie łódzkim, w powiecie piotrkowskim, w gminie Wolbórz. Do 2007 roku formalnie była osadą i nosiła nazwę Zakrzew.
W latach 1975–1998 miejscowość należała administracyjnie do województwa piotrkowskiego.